# Finn Fuglestad
Finn Fuglestad (* 22. August 1942 in Stavanger) ist ein norwegischer Historiker.

## Wirken
Finn Fuglestad dissertierte 1976 am Centre of West African Studies der University of Birmingham mit einer Einführung in die Geschichte Nigers während der französischen Kolonialzeit. Zu diesem Themenkreis veröffentlichte er besonders in den 1970er Jahren zahlreiche Schriften. Er spezialisierte sich bald auf die Geschichte Afrikas, Lateinamerikas und der Karibik, publizierte aber etwa auch zur Geschichte der Pest in Europa. Fuglestad wirkte von 1984 bis 1991 als außerordentlicher Professor für Geschichte und ab 1991 als Professor für Geschichte an der Universität Oslo.

## Schriften
- Djibo Bakary, the French, and the Referendum of 1958 in Niger. In: The Journal of African History. Vol. 14, Nr. 2, 1973, S. 313–330.
- Les révoltes des Touareg du Niger (1916–17). In: Cahiers d’Études africaines. Vol. 13, Nr. 49, 1973, S. 82–120 (persee.fr).
- La grande famine de 1931 dans l’Ouest nigérien. Réflexions autour d’une catastrophe naturelle. In: Revue française d’histoire d’outre-mer. Vol. 61, Nr. 222, 1974, S. 18–33 (persee.fr).
- The 1974 Coup d’État in Niger. Towards an Explanation. In: The Journal of Modern African Studies. Vol. 13, Nr. 3, September 1975, S. 383–398. (Mit Richard Higgott.)
- Les Hauka. Une interprétation historique. In: Cahiers d’Études africaines. Vol. 15, Nr. 58, 1975, S. 203–216 (persee.fr).
- UNIS and BNA. The Rôle of "Traditionalist" Parties in Niger, 1948–60. In: The Journal of African History. Band 16, Nr. 1, Januar 1975, S. 113–135.
- An Introduction to the history of Niger in the colonial period, ca. 1897 to 1957. British Thesis, Wetherby 1977 (Erstausgabe: Dissertation, University of Birmingham, 1976).
- Quelques réflexions sur l’histoire et les institutions de l’ancien royaume du Dohomey et de ses voisins. In: Bulletin de l’Institut fondamental d’Afrique noire. Série B, Sciences humaines. T. 39, 1977, S. 493–517.
- A Reconsideration of Hausa History before the Jihad. In: The Journal of African History. Vol. 19, Nr. 3, Juli 1978, S. 319–339.
- Earth-priests, "priest-chiefs" and sacred kings in ancient Norway, Iceland and West Africa. A comparative essay. In: Scandinavian Journal of History. Vol. 4, 1979, ISSN 0346-8755, S. 47–74.
- The Vazimba and the History of Imerina (Madagascar). A Reconsideration. School of Oriental and African Studies and Institute of Commonwealth Studies, University of London, London 1979.
- À propos de travaux récents sur la mission Voulet-Chanoine. In: Revue française d’histoire d’outre-mer. Vol. 67, Nr. 246, 1980, S. 73–87 (persee.fr).
- The "tompon-tany" and the "tompon-drano" in the History of Central and Western Madagascar. In: History in Africa. Nr. 9, 1982, S. 61–76.
- A History of Niger 1850–1960. Cambridge University Press, Cambridge 1983, ISBN 0-521-25268-7.
- Norwegian Missions in African History. Volume II: Madagascar. Norwegian University Press/Oxford University Press, Oslo/Oxford 1986, ISBN 82-00-07415-3. (Mit Jarle Simensen.)
- L’histoire coloniale de la France revisitée. A propos de publications récentes. In: Revue du monde musulman et de la Méditerranée. Vol. 63, Nr. 1, 1992, S. 73–87 (persee.fr).
- The Trevor-Roper Trap or the Imperialism of History. An Essay. In: History in Africa. Nr. 19, 1992, S. 309–326.
- En ny verden: Omkring Columbus. Det historisk-filosofiske fakultet, Universitetet i Oslo, Oslo 1993, ISBN 82-91398-00-3. (Mit Jens Erland Braarvig.)
- Latin-Amerika og Karibiens historie. 9. Auflage. Cappelen Damm Akademisk, Oslo 2009, ISBN 978-82-456-0000-1 (Erstausgabe:  1994).
- Fra svartedauden til wienerkongressen. Den vesterlandske kulturkretsens historie 1347–1815 i et globalt-sammenliknende perspektiv. Cappelen Damm Akademisk, Oslo 1999, ISBN 82-456-0048-2.
- How to write African history in the post-modern era. And how to integrate African history into the mainstream of history. A personal view. In: Hans Peter Hahn (Hrsg.): Afrika und die Globalisierung. Lit, Münster 2000, ISBN 3-8258-4363-7, S. 259–268.
- Spanias og Portugals historie. En oversikt. 2. Auflage. Cappelen Damm Akademisk, Oslo 2009, ISBN 978-82-02-29350-5 (Erstausgabe:  2004).
- The Ambiguities of History, or the Problem of Ethnocentrism in Historical Writing. Unipub, Oslo 2005, ISBN 82-7477-204-0.
- Globalhistorie, en ny form for imperialisme? In: Fortid. Nr. 3, 2006, S. 21–23.
- Precolonial Sub-Saharan Africa and the Ancient Norse World: Looking For Similarities. In: History in Africa. Nr. 33, 2006, S. 179–203.
- Vekstøkonomi. Et globalhistorisk essay. Unipub, Oslo 2010, ISBN 978-82-7477-350-9.
- Slave Traders by Invitation. West Africa in the Era of Trans-Atlantic Slavery. Hurst, London 2017, ISBN 978-1-84904-906-1.